# Peter Berke (veleposestnik)
Peter Berke pl. veliko-bakovski (madžarsko nagy-barkóczi Berke Peter, nemško Peter Berke von Nagy-Barkócz), madžarsko-slovenski veleposestnik, uradnik, sodnik županijske table Železne županije, plemič * ok. 1653, † ok. 1728, Bakovci.

## Življenjepis
Peter Berke, se je rodil okoli leta 1653, kot sin Matije pl. Berkeja, ki se leta 1693 omenja ob plemiškem popisu v Murski Soboti. Matijinemu očetu Berke Ambroziju je 10. decembra 1609 skupaj z njegovimaa sorodnikoma Szelezen Gregorjem in Štefanom ogrski kralj Matija II. potrdil stare plemiške pravice, ker so bile njihove listine izgubljene v vojni. Peter je bil carinski uradnik (lat. tricematroniks - slo. tridesetničar) v Slovenski Okroglini (današnje Prekmurje). Deloval je kot tajnik in upravnik posesti grofa Petra Szechyja de Rimaszech, poslednjega moškega potomca te znamenite ogrske rodbine. Zaradi njegovih zaslug mu je grof Szechy doniral več posesti skupaj s podložniki, leta 1690 pa mu je sveti rimski cesar in ogrski kralj Leopold I. Habsburški "za vse večne čase" podaril gospostvo Bakovci (Barkócz). Poleg omenjenega gospostva je posedoval še posesti in podložnike v Dankovcih, Gorici, Petrovcih, Lončarovcih, Krogu, Markišavcih in Kupšincih, imel pa je tudi več mlinov na Muri. Udejstvoval se je kot podpornik cerkve. Tako se leta 1702 skupaj z nekim Mihaelom pl. Berkejem omenja kot ključar Martjanske cerkve. Omenjeni cerkvi je doniral tudi nov oltar, ter financiral prenovo. Leta 1725 je sestavil oporoko, katere prepis iz leta 1731 se je ohranil do dandanes.
Poročil se je trikrat - prvič z Ano pl. Biro, drugič z Judito pl. Ropossa, tretjič pa z Suzano pl. Keresztury de Petrikeresztur, s katero je imel tri hčerke. Ena izmed njih se je poročila z Janosem pl. Gombossyjem. Za edinega dediča je postavil svojega vnuka Janosa pl. Gombossyja. Ker je slednji imel le enega otroka - hčerko Anno Marijo pl. Gombossy, je slednja podedovala vso zgoraj omenjeno premoženje. Poročila se je z znamenitim Antonom pl. Adelffy-jem. Ker sta bila brez otrok, je Adelffy vso svoje premoženje (torej tudi vsa omenjena Berkejeva posestva v Prekmurju, ki jih je pridobil s poroko in so obsegala več kot 1000 oralov posesti, ostala posestva pa so prišla preko poroke Janosa pl. Gombossyja s hčerko Petra pl. Balogh de Ber) zapustil šoli v Kőszegu z namenom, da se na njej šolajo revni dijaki. Ta se je kasnje preimenovala v Kelcz-Adelffy-jevo sirotišnico. V njej se je šolala večina prekmurskih intelektulcev vse do prve polovice 20. stoletja.